# Championnats du monde de pelote basque 1970
Navigation
Montevideo 1966 Montevideo 1974
Les championnats du monde de pelote basque 1970, 6e édition des championnats du monde de pelote basque, ont lieu du 19 au 26 septembre 1970 à Saint-Sébastien, en Espagne.
Organisés par la Fédération internationale de pelote basque, ils réunissent 7 nations qui se disputent 12 titres mondiaux.

L'Espagne domine cette sixième édition.

## Organisation

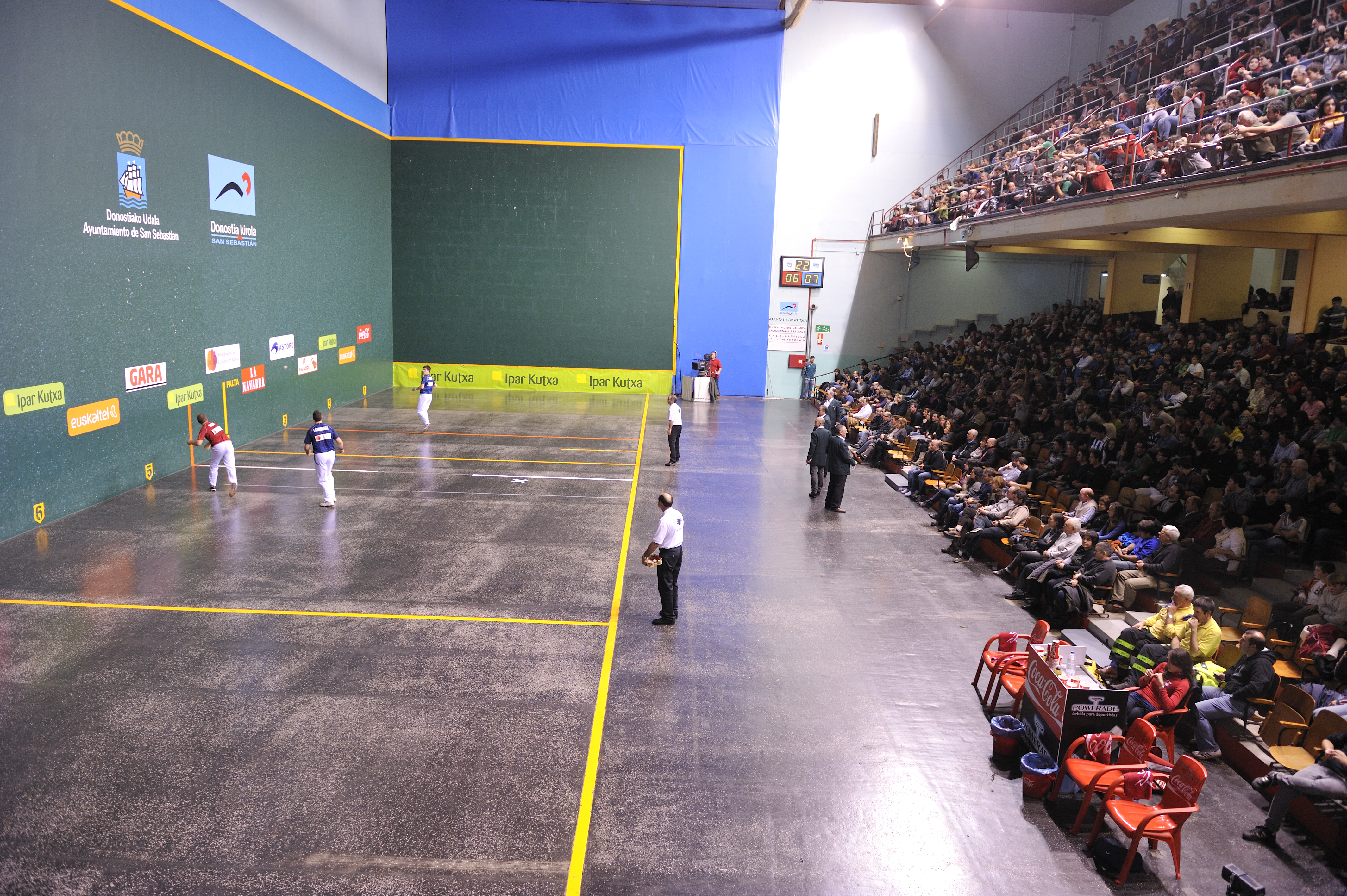
Fronton Atano III (anciennement fronton Anoeta) de nos jours

Lors de l'assemblée générale de la FIPV en 1966 à Montevideo, les Philippines se portent volontaires pour organiser ces mondiaux, tandis que le Mexique se porte suppléant. Mais finalement, les Philippines y renoncent en 1968 faute de pouvoir construire un trinquet et le Mexique ne peut plus garantir son organisation sans l'appui des pouvoirs publics mexicains. Devant ces faits, la fédération espagnole se porte candidate et obtient son organisation.

### Nations participantes
Sept nations prennent part à ce championnat du monde: 
| - Argentine (12) - Chili (13) - Espagne (32) - États-Unis | - France (45) - Mexique (15) - Uruguay (15) |

La Bolivie et les Philippines se désistent au dernier moment.

### Lieux de compétition

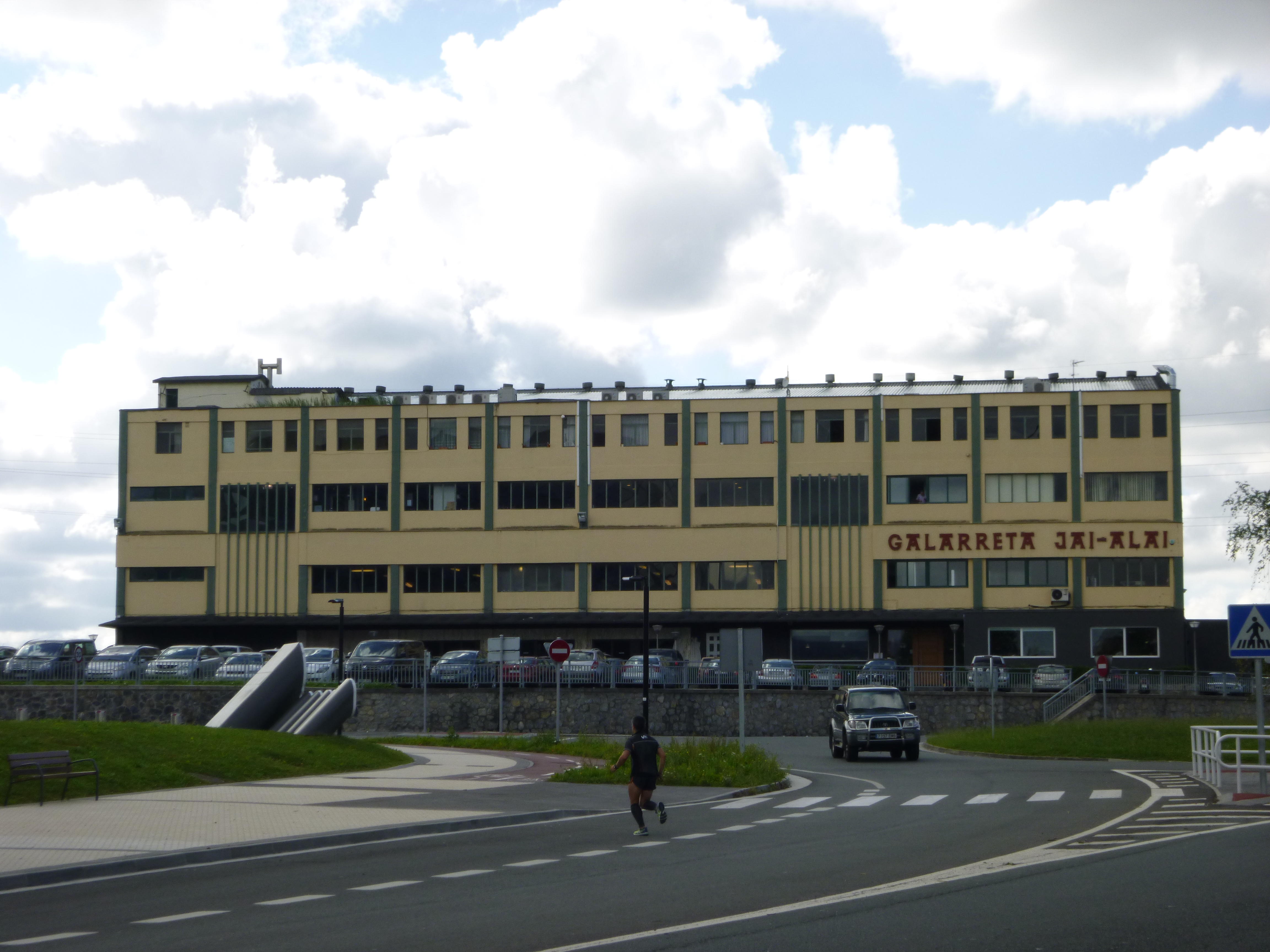
Fronton Galarreta d'Hernani

Les compétitions se déroulent dans trois enceintes: 
- Fronton Galarreta d'Hernani, d'une capacité de 2014 places, pour la spécialité de cesta punta,
- Fronton Anoeta (renommé fronton Atano III en 1995) dans le complexe sportif d’Anoeta et d'une capacité de 2795 places, pour les spécialités en fronton court,
- Trinquete-Club, à côté du fronton Anoeta, déjà lieu des 1er championnats du monde et d'une capacité de 1085 places pour toutes les parties en trinquet.

### Épreuves et inscriptions
| Spécialités          | Spécialités                    | Nations inscrites      | Nations inscrites | Nations inscrites    | Nations inscrites      | Nations inscrites    | Nations inscrites  | Nations inscrites    |
| Spécialités          | Spécialités                    | Drapeau de l'Argentine | Drapeau du Chili  | Drapeau de l'Espagne | Drapeau des États-Unis | Drapeau de la France | Drapeau du Mexique | Drapeau de l'Uruguay |
| -------------------- | ------------------------------ | ---------------------- | ----------------- | -------------------- | ---------------------- | -------------------- | ------------------ | -------------------- |
| Trinquet             | Pelote à main nue (individuel) |                        |                   | ●                    |                        | ●                    |                    | ●                    |
| Trinquet             | Pelote à main nue (par équipe) |                        |                   | ●                    |                        | ●                    |                    | ●                    |
| Trinquet             | Paleta, pelote de gomme        | ●                      | ●                 | ●                    | ●                      | ●                    | ●                  | ●                    |
| Trinquet             | Paleta, pelote de cuir         | ●                      |                   | ●                    |                        | ●                    |                    | ●                    |
| Trinquet             | Xare                           | ●                      |                   |                      |                        | ●                    |                    | ●                    |
| Fronton de 30 mètres | Paleta, pelote de gomme        | ●                      | ●                 |                      | ●                      | ●                    | ●                  | ●                    |
| Fronton de 30 mètres | Frontenis, pelote de gomme     | ●                      |                   | ●                    | ●                      | ●                    | ●                  | ●                    |
| Fronton de 36 mètres | Pelote à main nue (individuel) |                        |                   | ●                    |                        | ●                    | ●                  |                      |
| Fronton de 36 mètres | Pelote à main nue (par équipe) |                        |                   | ●                    |                        | ●                    | ●                  | F                    |
| Fronton de 36 mètres | Paleta, pelote de cuir         | ●                      | ●                 | ●                    |                        | ●                    | ●                  | ●                    |
| Fronton de 36 mètres | Grosse pala (Pala corta)       |                        | ●                 | ●                    |                        | ●                    | ●                  | ●                    |
| Fronton de 54 mètres | Cesta punta                    |                        |                   | ●                    | ●                      | ●                    | ●                  |                      |

### Format des épreuves
- Cesta punta: une poule unique comprenant toutes les équipes avec double confrontation. Le premier au classement de la poule est sacré champion du monde
- Paleta (gomme et cuir) en trinquet et fronton: constitution de 2 poules avec simples confrontations. Les premiers des 2 poules jouent alors une finale pour le titre de champion du monde tandis que les 2 deuxièmes jouent un match pour la médaille de bronze.
- Main nue (individuel et par équipe), Xare, pala larga et frontennis: une poule unique avec simple confrontation; le premier au classement est déclaré champion du monde, les deux suivants les médailles d'argent et de bronze (aucune finale n'est jouée).

### Déroulement des compétitions
- Le chef de l'état Franco inaugure ces championnats en personne
- En frontenis, ce n'est qu'après les 3 premières parties disputées que les arbitres et organisateurs se rendent compte que, selon le règlement, les parties devraient se jouer en 30 points gagnants et non 35[8].

## Palmarès
| Épreuves                       | Or                                                                         | Argent                                                                         | Bronze                                                                    |
| ------------------------------ | -------------------------------------------------------------------------- | ------------------------------------------------------------------------------ | ------------------------------------------------------------------------- |
| Trinquet                       |                                                                            |                                                                                |                                                                           |
| Pelote à main nue (individuel) | France- Michel Artola                                                      | Espagne- Juan Echeveste                                                        | Uruguay- Raul Castillo                                                    |
| Pelote à main nue (par équipe) | France- Philippe Laduche - Pascal Harotçaréné - Jacques Goaxart            | Espagne- Juan Tranche (Tranche II) - Jesús Balda                               | Uruguay- Carli - Artemio Castillo                                         |
| Paleta, pelote de cuir         | Uruguay- César Bernal - Néstor Iroldi                                      | Argentine- Aarón Sehter - Ricardo Bizzozero                                    | Espagne- Jesús Maria Aguirre - Carlos Vega - Domingo Alcorta              |
| Paleta, pelote de gomme        | Argentine- Arnaldo Olite - Domingo Olite - Jorge Utge - Aarón Sether       | Uruguay- Jorge Valverde - Jorge Antonio Bosco                                  | France- Henri Haramboure - Etienne Hirigoyen - Firmin Elduayen ou Eldoyen |
| Xare                           | Argentine- Roberto Elías - Ricardo Bizzozero - Juan Labat                  | Uruguay- Mas de Ayala - R. Alfieri                                             | France- Charlie Labat - Bernard Hourrègue                                 |
| Fronton de 30 mètres           |                                                                            |                                                                                |                                                                           |
| Paleta, pelote de gomme        | Mexique- José Becerra - Rubén Rendón                                       | Argentine- Arnaldo Olite - Jorge Utge - Ángel Armas                            | Uruguay- Bernall - Bell - Hugo Germone                                    |
| Frontenis, pelote de gomme     | Mexique- Jorge Loaiza - Hernandez                                          | Espagne- Miguel Irigaray - Juan José Lersundi                                  | Argentine- Domingo Olite - Angel Armas - Aarón Sehter - Jorge Utge        |
| Fronton de 36 mètres           |                                                                            |                                                                                |                                                                           |
| Pelote à main nue (individuel) | Espagne- Martín Maíz                                                       | France- Jean-Baptiste Minondo - Raymond Mugica                                 | Mexique- F. Medina - Mario Jimenez                                        |
| Pelote à main nue (par équipe) | Espagne- Domingo Sacristán - Bernardo Iruzubieta - Miguel Echarte          | France- Raymond Mugica - Pierre Sallaberry                                     | Mexique- Mario Jimenez - Rosendo Izquierdo - Raimundo Tovar               |
| Paleta, pelote de cuir         | Espagne- Alberto Ancizu - Jesús Reyzábal                                   | Argentine- Aarón Sether - Jorge Utge                                           | France- Joseph Berrotaran - Clairacq                                      |
| Grosse pala (Pala corta)       | Espagne- Santiago Mendiluce - Delio Llorca                                 | France- Joseph Berrotaran - Jean-Pierre Milhet - Xavier Goicoetchea - Clairacq | Mexique- Miguel Salazar - Raúl Sanchez - Hernandez                        |
| Fronton de 54 mètres           |                                                                            |                                                                                |                                                                           |
| Cesta punta                    | France- Serge Camy - Pierre Fourneau - Dominique Boutineau - Gabriel Borra | Espagne- Eduardo Mirapeix - José María Mirapeix                                | Mexique- Adrián Zubigaray - José Hamui - Ernesto Gil - Andrade            |

## Tableau des médailles
| Rang  | Nation    | Or | Argent | Bronze | Total |
| ----- | --------- | -- | ------ | ------ | ----- |
| 1     | Espagne   | 4  | 4      | 1      | 9     |
| 2     | France    | 3  | 3      | 3      | 9     |
| 3     | Argentine | 2  | 3      | 1      | 6     |
| 4     | Mexique   | 2  | 0      | 4      | 6     |
| 5     | Uruguay   | 1  | 2      | 3      | 6     |
| Total | Total     | 12 | 12     | 12     | 36    |